# Zagradina
Zagradina (Servisch cyrillisch Заградина) is een plaats in de Servische gemeente Priboj. De plaats telt 248 inwoners (2002).